# Есе (Френсіс Бекон)
Есе: Релігійні роздуми. Місця роздумів та роздумів. Сена та дозволене (Essayes: Religious Meditations. Places of Perswasion and Disswasion. Seene and Allowed) — перша опублікована книга філософа, державного діяча та юриста Френсіса Бекона. Есе написані в широкому діапазоні стилів, від простого та неприкрашеного до епіграматичного. Вони охоплюють теми, взяті як із суспільного, так і приватного життя, і в кожному випадку есе систематично розглядають свої теми з різних сторін, зважуючи один аргумент проти іншого. Якщо початкове видання включало 10 есе, то 1612 року з'явилося друге, значно розширене видання, що містить 38 есе. Ще одне, під назвою «Есе або поради, цивільні та моральні», було опубліковано у 1625 році з 58 есе. За життя Бекона з'явилися переклади французькою та італійською мовами. В есе Бекона «Про плантації», опублікованому в 1625, він пов'язує насадження колоній з війною. Він стверджує, що такі плантації мають керуватися тими, хто має доручення чи повноваження реалізації військового становища.

## Критичний метод
Хоча Бекон вважав «Есе» «лише продовженням моїх інших занять», сучасники високо оцінили його праці, до того що приписували йому винахід форми есе. Пізніші дослідження прояснили ступінь запозичень Бекона з робіт Монтеня, Аристотеля та інших авторів, але «Есе», тим щонайменше, залишилися у найвищій пошані. Історик літератури ХІХ століття Генрі Халлам писав: «Вони глибше і розбірливіше, ніж будь-яке раннє чи майже будь-який пізніший твір англійською».
Есе спонукали Річарда Вотлі перевидати їх з анотаціями, дещо розширеними, які Уеслі екстраполювали з оригіналів.